# Emmanuel Servais
Lambert-Joseph-Emmanuel Servais (ur. 11 kwietnia 1811 w Mersch, zm. 17 czerwca 1890 w Bad Nauheim) – luksemburski polityk, piąty premier Luksemburga, sprawujący urząd od 3 grudnia 1867 roku do 26 grudnia 1874 roku.

## Życiorys
Lambert-Joseph-Emmanuel Servais urodził się 11 kwietnia 1811 roku w Mersch . Był synem burmistrza Mersch .
Po maturze w 1828 roku studiował prawo na uniwersytetach w Gandawie, Paryżu i Liège . Stopień doktora uzyskał na uniwersytecie w Liège .
W latach 1830–1839 pracował jako prawnik w Arlon, a w latach 1836–1839, pod panowaniem belgijskim, zasiadał w radzie prowincji . W 1836 roku wraz z
Victorem Teschem (1812–1892) założył liberalną gazetę „L'Écho du Luxembourg” .
Po odzyskaniu przez Luksemburg niepodległości w 1839 roku powrócił do ojczyzny . W latach 1840–1846 pracował jako prawnik, a od 1841 roku był członkiem komitetu przygotowującego tekst luksemburskiej konstytucji . W uznaniu wkładu w prace nad konstytucją otrzymał Order Korony Dębowej.
W 1841 roku Servais poślubił Anne Justine Elisę Boch (1819–1860), z którą miał syna Émile (1847–1928).
W latach 1841–1848 był członkiem Zgromadzenia Stanów, a w latach 1843–1847 członkiem pierwszej rady miejskiej Luksemburga . W latach 1848–1853 był sędzią Sądu Najwyższego .
W latach 1848–1849 był jednym z trzech przedstawicieli Luksemburga w parlamencie frankfurckim . W 1848 roku został zgodnie z cenzusem wyborczym jednogłośnie wybrany na posła z kantonu Mersch . W latach 1853–1857 pełnił funkcję ministra finansów w rządzie Simonsa, a w latach 1857–1867 był członkiem Rady Państwa .
W 1867 roku był pełnomocnikiem generalnym przy podpisywaniu traktatu londyńskiego gwarantującego niepodległość Luksemburga . W latach 1867–1874 sprawował urząd premiera Luksemburga i jednocześnie funkcję ministra spraw zagranicznych .
Servais udzielił azylu Victorowi Hugo, który opuścił Francję jako uchodźca polityczny po Komunie Paryskiej w 1871 roku; w zamian za zezwolenie na pobyt czasowy w Luksemburgu Hugo musiał zobowiązać się do niezajmowania się polityką .
W latach 1874–1887 Servais przewodniczył Radzie Państwa . Od 1875 roku aż do śmierci pełnił funkcje burmistrza Luksemburga i przewodniczącego Izby Deputowanych .
Servais wiele publikował na tematy związane z rządzeniem państwem i wymiarem sprawiedliwości . Napisał również autobiografię, która ukazała się pięć lat po jego śmierci .
Zmarł 17 czerwca 1890 roku w Bad Nauheim .

## Publikacje
- 1895 – Autobiographie de Feu M. Emmanuel Servais, ancien Ministre d'État

## Odznaczenia
Lista podana za Biographie nationale du pays de Luxembourg :
- 1855 – Order Lwa Niderlandzkiego (Krzyż Wielki)
- 1865 – Order Orła Czerwonego (II Klasa)
- 1867 – Order Korony Dębowej (Krzyż Wielki)
- 1868 – Legia Honorowa (komandor)
- 1869 – Order Leopolda